# Etruskisch

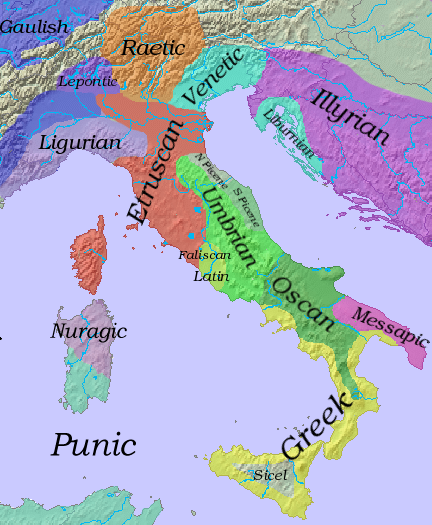
Italië: talen in de ijzertijd, omstreeks de 6e eeuw v.Chr.

Het Etruskisch was de taal die door de Etrusken gesproken werd, in het gebied dat tegenwoordig (delen van) de Italiaanse regio's Toscane, Lazio en Umbrië omvat. De staatkundige naam van dit gebied was Etrurië. Uit gevonden teksten blijkt dat de taal in elk geval werd gesproken tussen de 7e en de 1e eeuw v.Chr. De laatste inscriptie in het Etruskisch die we heden kennen, staat op een grafsteen van een haruspex (priester) uit de tijd van de regering van keizer Augustus.

## Classificatie
Taalkundigen slagen er niet in de Etruskische taal te classificeren, maar het Etruskisch is in géén geval verwant met de andere talen van Italië (Keltisch, Latijn, Oskisch of Umbrisch). Het behoort niet eens tot de Indo-Europese taalfamilie en evenmin tot de Semitische talen van het Oosten. Het enige vergelijkingspunt vormt de tekst op de zogenaamde Stele van Lemnos. Lemnos is een eiland in het noorden van de Egeïsche Zee. Deze stele — gevonden in Kaminia — is, op enkele stukken van eigennamen op vaasscherven na, de enige tekst die we bezitten in het Lemnisch. Wel stelt men vast dat de gebruikte namen, grammaticale uitgangen en telwoorden in de tekst nauw verwant zijn met het Etruskisch uit Italië. Als eenvoudig voorbeeld volstaat het een leeftijdsaanduiding te citeren: de tekst van Lemnos spreekt over iemand die "sivai avis šialchvis", waarvoor in het Etruskisch de parallelle formule "zivas avil šealchls" bestaat (“leefde 40/60 jaar”). Het is dan ook geopperd dat het Lemnisch geen aparte taal zou zijn, maar een lichtjes afwijkende vorm van het archaïsch Etruskisch. Niet alle geleerden zijn het daar echter over eens. Het is ook mogelijk dat het Etruskisch van Lemnos en het Italische Etruskisch al uit elkaar gegroeid waren vóór de introductie van het alfabet, dat door beide Etruskische volken onafhankelijk van elkaar gebeurd zou zijn, wat de verschillen in lettertekens, lettervormen en woordvormen zou kunnen verklaren.

## Alfabet en klanken

### Alfabet

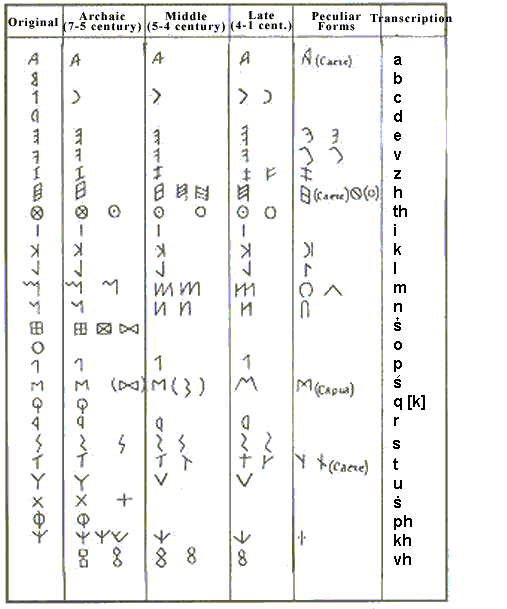
Evolutie van het Etruskische alfabet

Het Etruskische alfabet is een van de Oud-Italische schriften en ontleend aan het West-Griekse alfabet van de Griekse stad Cumae in Zuid-Italië. Men vindt zogenoemde model-alfabetten op een aantal voorwerpen zoals het schrijftablet van Marsigliana d'Albegna of het Galassi-vaasje, een inktpotje gevonden in het beroemde Regolini-Galassi-graf te Cerveteri. Wanneer men dit Griekse alfabet vergelijkt met enkele schrijfoefeningen (ook op het Galassi-vaasje) of met werkelijk bestaande teksten, merkt men dat de Etrusken het Griekse alfabet slechts ten dele echt gebruikten. Zo ontbreken in het praktische alfabet de stemhebbende medeklinkers B en D. Verder wordt de klinker O nooit gebruikt en ten slotte zijn er enkele afwijkingen bij de lettervormen. De meeste teksten worden van rechts naar links geschreven.
Om iets over de uitspraak te weten, gaat men uit van het feit dat het Etruskische alfabet een tussenstap was tussen dat van de Grieken en dat van de Romeinen en men dus voor de meeste letters die eenzelfde uitspraak hebben in het Grieks en het Latijn, ook een gelijkaardige uitspraak mag verwachten voor het Etruskisch. Daarnaast beschikt men over een aantal tweetalige Etruskisch-Latijnse opschriften en over een aantal schriftvarianten binnen het Etruskisch zelf, die ons informatie verschaffen over de uitspraak.

### Klanken
Het Etruskisch kent de volgende letters en klanken:
| - A = /a/ (alfa) - C = /k/ (gamma) - E = /e/ (epsilon) - F = /v/ (digamma) - Z = /ts/ (dzèta) - H = /h/ (èta) - Θ = /θ/ (thèta) (ook als th getranscribeerd) - I = /i/ (jota) - K = /k/ (kappa) (alleen in archaïsche teksten) - L = /l/ (lambda) - M = /m/ (mu)¨ - N = /n/ (nu) - P = /p/ (pi) - M = /sj/ (zuiden, weergegeven als š), /s/ (noorden, weergegeven als s) (tsade) - Q = /k/ (koppa) (alleen in archaïsche teksten) - R = /r/ (rho) - S = /s/ (zuiden, weergegeven als s), /sj/ (noorden, weergegeven als š) (sigma) - T = /t/ (tau) - Y = /u/ (ypsilon) - Φ = /ph/ (phi) (ook als ph getranscribeerd) - Χ = /χ/ (chi) (ook als ch getranscribeerd) - 8 = /f/ (nieuwe letter) |

## Interpretatie en woordenschat
1. Etymologische methodeMeestal hoopt men onbekende talen te kunnen vergelijken met aanverwante talen. Zo zijn de schaars gedocumenteerde Italische talen als het Venetisch of Oskisch te begrijpen, omdat het Indo-Europese, en dus met het Latijn verwante, talen zijn. Bij het Etruskisch is dit niet het geval. Dit betekent niet dat geen enkel Etruskisch woord in bekende talen herkenbaar is. Net zoals vroeger veel Franse, en tegenwoordig, met alle moderne technologieën, veel Engelse woorden worden overgenomen in andere talen, zo deden de Etrusken dat ook in hun contacten met de hen omringende volkeren. Er werd op grote schaal handel gedreven met de rest van Italië en zeker met de rijke Grieken uit het zuiden. Zo kunnen we achteraf vaststellen dat woorden als qutun, vinum, eleiva, pruchun en munth corresponderen met, of afgeleid zijn van, respectievelijk kothon, vinum, elaion, prochous en mundus. De naam van de ambtenaar maru zal vermoedelijk overeenkomen met de Umbrische maro. Ook tal van mythologische namen herkennen we op dezelfde manier: Aplu (Apollo), Menrva (Minerva), Menle (Menelaos) en Utuse (Odysseus) zijn enkele voorbeelden. Maar behalve bij dergelijke leenwoorden moeten we de etymologische methode terzijde schuiven bij het interpreteren van het Etruskisch.
2. Tweetalige tekstenWat wel helpt, zijn enkele vrij korte, tweetalige teksten. Het gaat meestal om grafteksten van mensen die in een geromaniseerde wereld misschien toch nog de herinnering aan hun afkomst levend wilden houden. Zo kennen we uit Arezzo een zekere C. Cassius C.f. Saturninus die in het Etruskisch als V Cazi C clan wordt aangeduid. Aangezien een cognomen in het Etruskisch vrij zeldzaam is en we het woordje clan tientallen malen in een dergelijke constructie terugvinden, kan het woord alleen met het Latijnse filius overeenstemmen. Mutatis mutandis geldt hetzelfde voor het woord lautni dat met het Latijnse libertus overeenkomt op basis van een graftekst uit Perugia waar een zekere L. Scarpus Scarpiae l. Popa als Larnth Scarpe lautni wordt aangeduid.
3. GlossenOok dankzij een aantal glossen zijn we over het Etruskisch een en ander te weten gekomen. Glossen zijn (niet altijd even betrouwbare) uitspraken van Griekse of Romeinse auteurs over het Etruskisch. Servius vertelt ons in zijn commentaar op de Aeneïs (10.145) over de falconis…qui Tusca lingua capys dicitur ("de valk die in het Etruskisch capys heet"). Op die manier kennen we bijvoorbeeld ook een aantal namen van maanden (uit het Liber Glossarum) zoals Aclus / Ampiles / Celius Tuscorum lingua Iunius / Maius / September mensis dicitur. Op de Mummie van Zagreb (zie verderop), een rituele kalender, vinden we in kolom 4.14 eslem zathrumis acale ("de 18de juni"), in kolom 8.3 celi huthis zathrumis ("de 24ste of 26ste september") en op de Tabula van Capua (18) išveitule ilucve anpilie, waar išvei misschien een bepaalde vaste dag is van de maand, zoals de Romeinse Idus en ilucve een of andere feestdag aanduidt.
4. Parallelle tekstenDe meeste kennis heeft ons echter de zogenaamde combinatorische methode opgeleverd, ook wel de methode van de parallelle teksten genoemd, aangevuld met wat de archeologische context van bepaalde teksten ons leert. Op die manier kennen we duizenden eigennamen van graven, alsook verwantschapsnamen. Naar analogie met Latijnse grafschriftformules vermeldden ook Etrusken dat de overledenen X avil svalce (“X jaren leefde”) of X avils lupu(ce) (“stierf op X jaren”). Als er in een heiligdom teksten worden gevonden, dan vallen woorden als god, offer, tempel, heiligdom te verwachten. Wanneer op vazen in graven formules voorkomen beginnend met mi, gevolgd door een vaasnaam (meestal) van het Grieks afgeleid en een eigennaam met een achtervoegsel, dan zal het hier om zogenoemde sprekende opschriften gaan waarbij het voorwerp in de 1ste persoon enkelvoud meedeelt dat het de vaas is van iemand, zodat het achtervoegsel als een genitief kan geduid worden. Als men dan op graven, urnen, spiegels, steles gelijkaardige formules vindt met resp. woorden als šuthi, mur, malena, penthna op dezelfde syntactische plaats als “vaas”, dan zullen we hier de corresponderende Etruskische woorden gevonden hebben. Als er op grafgiften werkwoordsvormen als turce of muluvanike voorkomen, zullen die “geven” betekenen en op bouwinscripties vinden we vormen als arce of cerichunce. Als parallel van de Latijnse grafformule hic iacet vinden we in het Etruskisch thui cesu.
Tot slot enkele Etruskische woorden
ac-: maken, doen;
acil: werk;
aïs(er): god;
am-: zijn;
apa: vader;
ati: moeder;
avil: jaar;
car-: doen, bouwen;
cel: aarde;
clan: zoon;
flere: godheid;
lautn: familie;
lup-: sterven;
malena: spiegel;
mul-: schenken
nefts: kleinzoon;
puia: vrouw;
sech: dochter;
spur: stad;
šuth: begraven, plaatsen;
sval: leven;
tin: dag;
tular: grens;
tur: geven;
thi: water;
ušil: zon;
vinum: wijn;
zich: schrijven.

## Grammatica
Het Etruskisch lijkt in elk geval een agglutinerende taal. Enkele feiten uit de morfologie:

### A. Het naamwoord
Voor het Etruskisch zijn er twee meervoudsvormen bekend. Men gebruikt de uitgang -r voor levende wezens (bijvoorbeeld clenar ‘zonen’, aiser ‘goden’) en de uitgang -(ch)va voor levenloze zaken (vb. flerchva ‘offers’).
Een onderscheid tussen mannelijk en vrouwelijk is alleen te bekennen bij eigennamen (bijvoorbeeld Larth (m); Larthi (vr)).
Adjectieven eindigen op -u, -na of -ch (bijvoorbeeld aisiu ‘goddelijk’, spurana ‘stedelijk’, apana ‘vaderlijk’, Rumach ‘Romeins’).
We kennen voor het Etruskisch vijf naamvallen:
a. nominatief-accusatief = basisvorm: vb methlum ‘stad’, apa ‘vader’, Rasna ‘Etrusken/Etrurië’, Larth, Tute, Vel.
De nominatief-accusatief wordt gebruikt voor het onderwerp en het lijdend voorwerp, het naamwoordelijk gezegde en de aanspreking.
b. locatief: -i/-th (i): bijvoorbeeld methlum-th ‘in de stad’.
De locatief wordt gebruikt voor de plaatsbepaling en voor de bepaling van middel.
c. genitief: I. (vocaal)+s: apa-s ‘van de vader’; II. (vocaal)+l: Rasna-l ‘van Etrurië’.
De genitief wordt gebruikt voor de bijvoeglijke bepaling (bezitsaanduiding) en soms voor het meewerkend voorwerp.
d. ablatief: I. gepalataliseerde genitief (Rasnes, Tuteis); II. genitief + s: Larthals.
De ablatief wordt gebruikt voor het handelend voorwerp en de afstamming in familierelaties.
e. pertinentief: I. genitief + i (apasi); II. genitief + e (Larthiale).
De pertinentief wordt gebruikt voor het meewerkend voorwerp en bij passieve werkwoordsvormen ook voor het handelend voorwerp.
Daarnaast zijn er ook achtervoegsels zoals -ri (bijv. methlumeri) om aan te duiden ten voordele van wie iets gebeurt.

### B. Voornaamwoorden
We kennen persoonlijke voornaamwoorden voor de eerste persoon enkelvoud (ik): mi (accusatief: mini, mine) en voor de 3de persoon (hij, zij): un (?)
Daarnaast zijn een aantal aanwijzende voornaamwoorden bekend: 1. ika/ica (arc); eca/ca (rec); 2. ita (arc); eta/ta (rec); 3. (i)ša (doet ook dienst als een soort van lidwoord), bijvoorbeeld Arnthališa ‘die (zoon) van Arnth’.

### C. Telwoorden
1 = thu; 2 = zal; 3 = ci; 4 = huth of ša; 5 = mach; 6 = ša of huth; 7 = semph (?); 8 = cezp (?); 9 = nurph (?); 10 = sar; 20 = zathrum.
Vanaf 30 neemt men de eenheden met het achtervoegsel -alch (vb.: 30 = cealch)
Bij optelling zet men tientallen en eenheden naast elkaar (vb. cealch ci = 33); vanaf 7 telt men af naar het volgende tiental (vb. ci-em-cealch = 27 = 3 van 30).

### D. Werkwoorden
Van de werkwoorden weten we dat getal en persoon niet worden aangeduid. We kennen verder de volgende vormen:
a. basisvorm = imperatief: vb. tur ‘geef’
b. necessatief (drukt "moeten" uit): -ri: vb. acasri ‘moet gedaan worden’
c. indicatief praesens: stam-e: vb. ture ‘geeft’; actieve aorist: stam-c-e: vb. turce ‘gaf’; passieve aorist: stam-ch-e: vb. farthnache ‘werd voortgebracht’; perfectum: stam-u/ve: bijvoorbeeld mul-u ‘is gegeven’, ali-q-u ‘was geschonken’, ten-v-e ‘heeft uitgeoefend’; duratief: stam-th: vb. tenthce ‘oefende uit’.
d. conjunctief: stam-a: vb. tura ‘geve’
e. participium: 1. stam-as: vb. acnan-as ‘gemaakt hebbend’; 2. stam-th-as: vb. svalthas ‘levend’
f. medio-passieve of causatieve vormen: morfeem -n- : vb. zich-un-ce ‘liet schrijven’

## Teksten

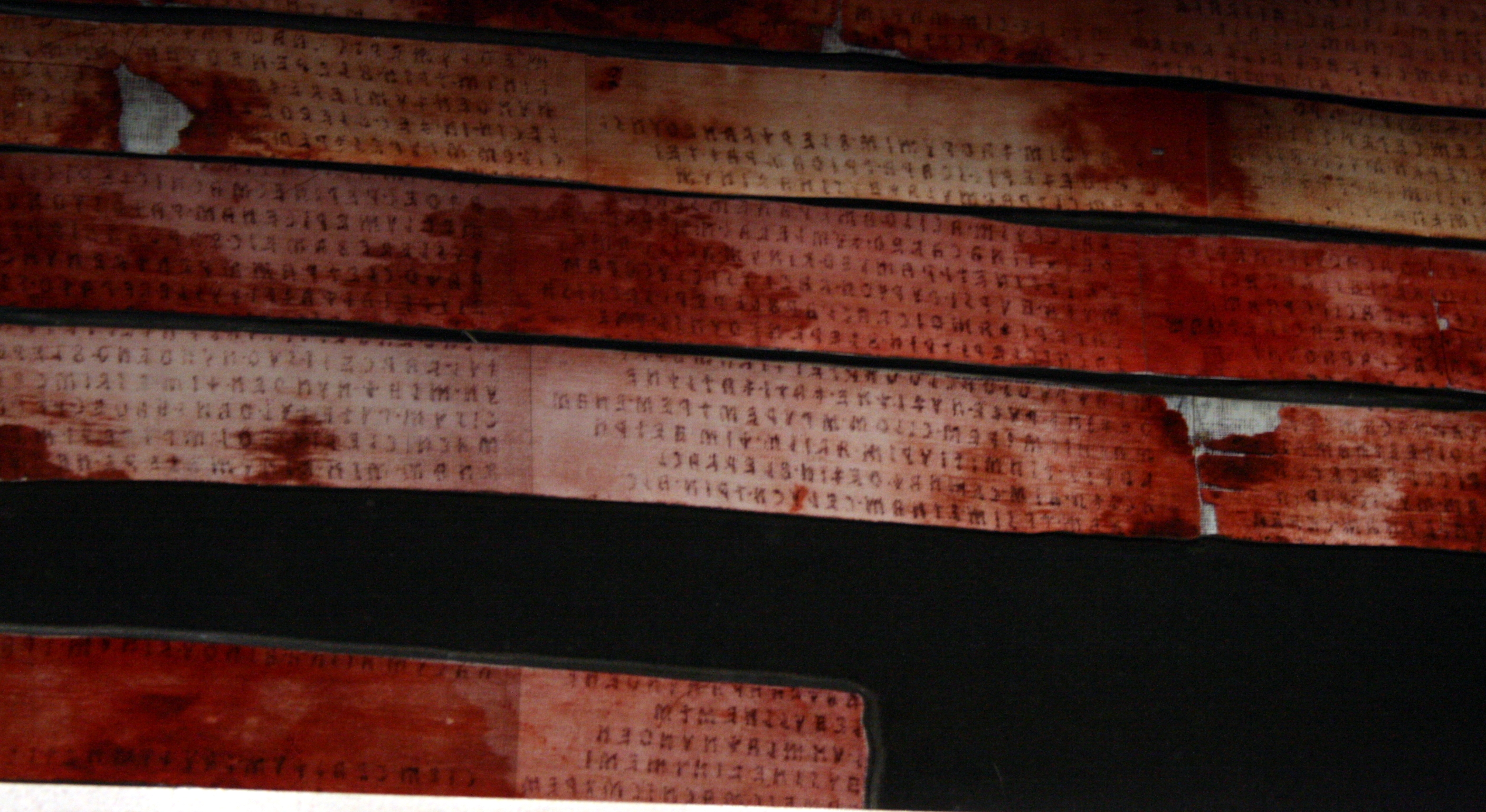
Het Linnen Boek van Zagbreb bevat de langste bekende tekst in het Etruskisch

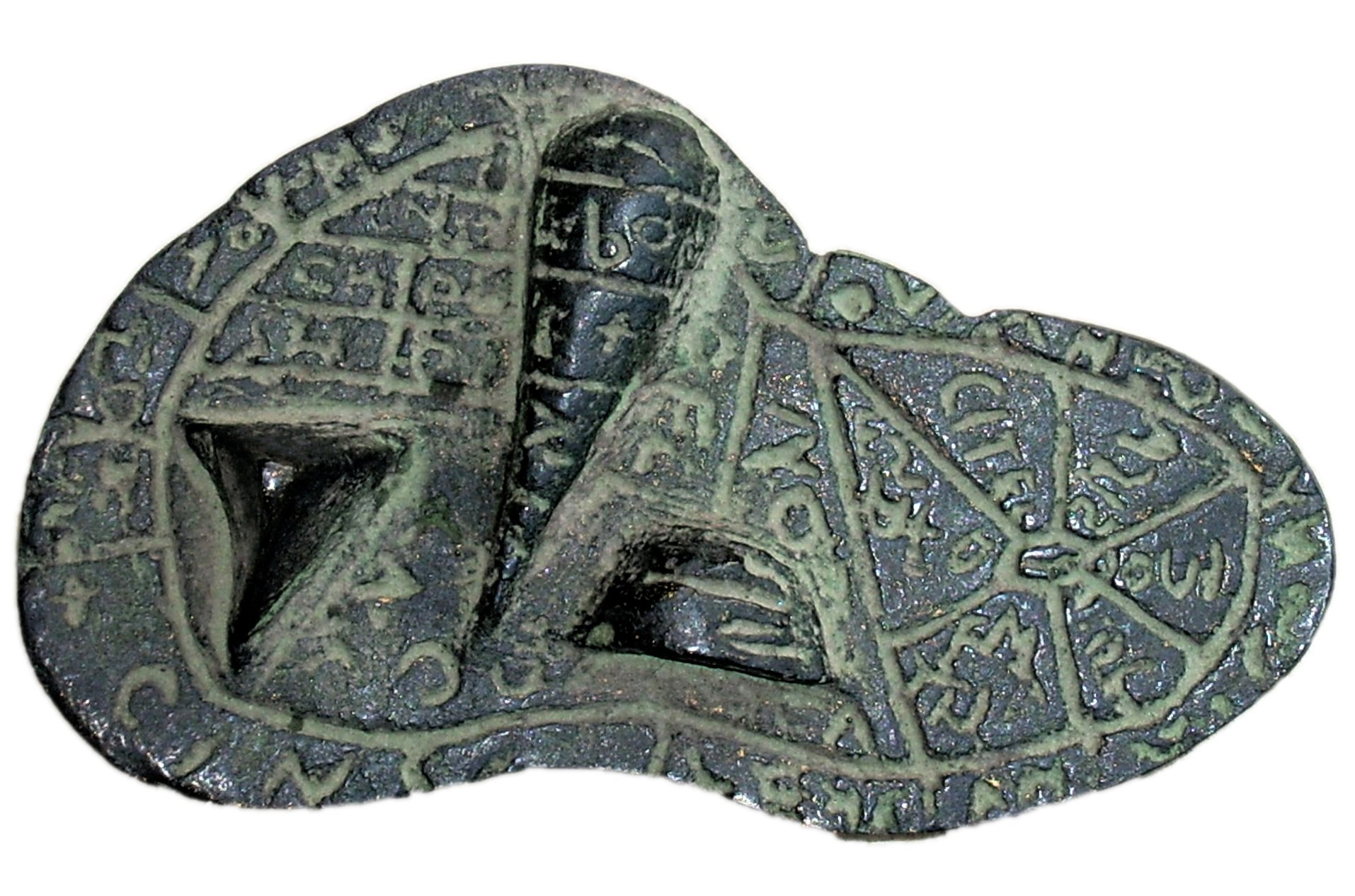
De Lever van Piacenza. Brons. Eind 2e, begin 1e eeuw v.Chr. Piacenza, Archeologisch Museum.

Na het Grieks en het Latijn is het Etruskisch de best gedocumenteerde taal uit de oudheid met zo’n 12 000 teksten. Andere Italische dialecten als het Venetisch of Oskisch moeten het vaak stellen met enkele tientallen tot enkele honderden teksten. De 12 000 Etruskische teksten echter zijn op een na allemaal epigrafische teksten, waarvan het merendeel (zo'n 10 000) grafteksten is, te vinden op urnen en sarcofagen, maar ook op grafwanden en –pilaren. Alle Etruskische inscripties zijn (en worden nog steeds) genummerd bijeengebracht in het Corpus Inscriptionum Etruscarum (CIE). M. Pallottino selecteerde 942 belangrijke inscripties, die (zonder vertaling) werden gebundeld onder de titel Testimonia Linguae Etruscae, afgekort TLE (1954, hernieuwde uitgave in 1968). Voorts kunnen nog genoemd worden Thesaurus Linguae Etruscae (ThLE) en de concordantie Etruskische Texte. Editio Minor (1991) onder redactie van H. Rix.
De meeste van die grafteksten bevatten alleen eigennamen. Ze zijn van het type Vel Umrana Veluša (V. Umrana, (zoon) van Vel). Soms wordt de leeftijd vermeld. Dit is het geval met Larthi Cracnei Larisal ril XXV. Gelukkig waren er enkele belangrijke Etrusken die met enige flair ook graag hun familie en politieke carrière vermeldden op hun graf. Het beroemdste voorbeeld is dat van Laris Pulenas uit Tarquinia: L(a)ris Pulenas Larces clan Larthal papacs Velthurus nefts prums Pules Larisal Creices an cn zich nethšrac acasce (L. Pulenas, zoon van Larce, neefje van Larth, kleinzoon van Velthur, achterkleinzoon van Laris Pule de Griek, die dit voorspellingsboek maakte). Maar ook de “Magnate” uit dezelfde stad verdient vermelding: Velthur Partunus Larisališa clan Ramthas Cuclnial zilch cechaneri tenthas avil svalthas LXXXII (Velthur Partunus, zoon van Laris en Ramtha Cuclni, oefende de functie uit van zilch cechaneri, (stierf) op leeftijd van 82 jaar).
Naast de funeraire teksten wordt een belangrijk deel van de opschriften ingenomen door votiefteksten op giften, vooral beeldjes. Een voorbeeld daarvan vinden we in de Bibliothèque Nationale te Parijs, waar de Apollo van Ferrara wordt bewaard. Op zijn been laat Fasti Rufris ons weten dat ze het beeldje aan de godheid heeft gewijd omwille van haar zoon. Maar uiteraard is het allerberoemdste votiefopschrift te lezen op de Arringatore, een beeld gevonden in de omgeving van Perugia en heden ten dage te bewonderen in het Archeologisch museum van Florence: Aulesi Metelis Ve Vešial clensi cen fleres Tece Šansl tenine tuthines Chišvlics (Vanwege Aule Meteli, (zoon) van Vel en Veši, wordt dit (beeld) gewijd aan de godheid Tec Šans (?) door het dorp Chisuli).
Op vazen en spiegels vinden we dan weer verklarende opschriften, waarbij de tekst probeert duidelijk te maken wat er op de afbeelding te zien valt. Doordat we op die manier vele mythologische figuren leren kennen met hun Etruskische naam, terwijl hun afbeelding ons al duidelijk maakt om wie het gaat, spreken we hier ook over iconografisch tweetalige teksten. Een voorbeeld is de ziener Chalchas (met vleugels) op een spiegel uit Vulci.
Een andere belangrijke categorie vormen de bezittersopschriften, die ons een aantal woorden perfect duidelijk hebben gemaakt doordat Grieken, Romeinen en andere Italische stammen dezelfde (voor ons wat vreemde) gewoonte hadden om op kostbare (graf)giften de bezitter te vermelden. Meestal gaat het om potten en vazen, een zeldzame keer ook om sieraden zoals bij de gouden fibula uit het archaïsche Chiusi: mi Arathia Velavesnas zamathi Mamurke mulvenike Turšikina (ik ben het gouden voorwerp (?) van Arath Velavesna; Mamurke Turšikina gaf het.).
Als laatste categorieën kunnen we nog de munten en grenspalen vernoemen. Bij die laatste is zeker de grenspaal uit Cortona van een enorm belang. Daarop staat de grens van Etrurië vermeld als tular Rasnal.
Alle tot hier toe behandelde documenten zijn tamelijk korte teksten met bijgevolg een zeer beperkte woordenschat en eenvoudige grammaticale structuren. Ingewikkelder, maar ook interessanter wordt de studie van de enkele langere of om een andere reden opmerkelijke teksten.
1. Tabula CapuanaEen van de oudste en langste teksten. Het betreft een religieuze tekst met rituelen, genoteerd in boustrofedisch schrift (afwisselend van links naar rechts en omgekeerd) op een soort dakpan (62 x 49 cm), gevonden in de necropool van Capua. De tekst, die vooral in het middengedeelte erg gehavend is, wordt gedateerd rond 500 v.Chr. We kunnen zo’n 300 woorden onderscheiden. De tekst is in paragrafen ingedeeld door horizontale lijnen. Naast godennamen bevat de tekst ook de vermelding van offers op bepaalde data, zodat we aan een rituele kalender kunnen denken.
2. Schijf van MaglianoDeze dateert uit de 5de eeuw v.Chr. en is in spiraalschrift geschreven (lopend van buiten naar binnen). De tekst bevindt zich op de beide zijden van de schijf. Ook hier worden offers aan goden vermeld, zowel hemelgoden als onderwereldgoden. Misschien beschrijft het een begrafenisritueel dat mogelijk binnen een tempelgebied werd uitgevoerd.
3. Gouden plaatjes van PyrgiDrie gouden plaatjes, te dateren rond 500 v.Chr. Ze zijn gevonden in een tempelcomplex te Pyrgi naast de tempel B. De vondst was des te indrukwekkender omdat op twee van de drie plaatjes een Etruskische tekst stond, terwijl op het derde een Punische inscriptie te lezen viel, wat het vermoeden deed rijzen dat men hier de Etruskische Rosettasteen had ontdekt. Na veel onderzoek is inmiddels duidelijk geworden dat de teksten geen letterlijke vertaling van elkaar bevatten, maar wel degelijk handelen over dezelfde gebeurtenis. Een zekere Thefarie Velianas, leider te Caere/Cerveteri moet in het derde jaar van zijn regering een tempel hebben gewijd aan de godin Uni, in het Punisch aangeduid als Astarte. Hoewel nog steeds niet alles duidelijk is aan de tekst, is hij toch van een enorm historisch en taalkundig belang.
4. Steen van PerugiaEen juridisch document uit de 2de eeuw v.Chr. De tekst bedekt de hele voorzijde en een van de smalle kanten van een grote steen. Zeker is dat in de tekst twee families worden genoemd, de Velthina uit Perugia en de Afuna uit Chiusi, die blijkbaar in conflict waren met elkaar om de bouw van een familiehypogeum, precies op de grens van landerijen van de beide families. De tekst is wellicht de weergave van een rechterlijke uitspraak (er wordt een arbiter genoemd) omtrent het grensconflict, de grootte van de landerijen (er worden afmetingen genoemd) en het recht voor het gebruik van water door de ene familie op het stuk land van de andere (zogenaamde aquae haustus).
5. Tabula CortonensisEen bronzen plaatje, vrij recent ontdekt beneden aan de heuvel van Cortona. Het document was in acht stukken gebroken, waarvan er zeven zijn teruggevonden. Hoewel spijtig, is het verlies van het achtste stuk taalkundig gezien minder relevant, omdat dat deel van de tekst alleen eigennamen bevat. De tekst bedekt de hele voorzijde en een deel van de achterzijde van de plaat. Ook deze tekst moet een soort afschrift zijn van een juridische uitspraak, bedoeld om ergens te afficheren. Het gaat hier over de verkoop of verhuur van terreinen (er worden weer afmetingen en prijzen genoemd, gecontroleerd door een ambtenaar) die in de buurt moeten gelegen hebben van het Trasimeense Meer, dat als zodanig wordt genoemd in de tekst. De twee partijen zijn een zekere Petru Šcevas en de familie Cušu. Zowel bij de verkoop als de opmaak van de akte waren tal van getuigen aanwezig, wat de lange lijsten met namen verklaart.
6. Lever van PiacenzaGrammaticaal compleet irrelevant, maar interessant op gebied van de religie, is een bronzen model van een schapenlever, teruggevonden in de Povlakte. Het voorwerp is aan de bovenzijde verdeeld in 40 vakjes, waarin telkens een godennaam te lezen staat. Vermoedelijk moest het voorwerp dienstdoen voor een haruspex, hetzij om zijn voorspellingen (in dienst van het Romeinse leger in de Povlakte?) accuraat te kunnen uitvoeren, hetzij om jongere collega’s op te leiden.
7. Teerlingen van TuscaniaTeerlingen uit de oudheid zijn niet echt zeldzaam te noemen, maar deze hebben de eigenaardigheid dat de getallen erop voluit zijn geschreven, zodat we voor het Etruskisch met absolute zekerheid de nummers van één tot zes kennen.
8. Mummiewikkels van Zagreb (liber linteus Zagrabiensis)de enige niet-epigrafische tekst. Bovendien gaat het dan ook nog om de langste tekst van allemaal, hij bevat zo’n 1200 woorden. In 1848 kocht een adellijke Sloveen een souvenirtje in Egypte, te weten een kindmummie, die een decennium later in het museum van Zagreb in Kroatië belandde. Het kind was gewikkeld in een aan repen gescheurd linnen doek, dat Etruskische letters bleek te bevatten. Wanneer men de repen linnen op een bepaalde manier bij elkaar legt, wordt een soort opgevouwen doek verkregen met een tekst verdeeld in 12 kolommen. Het linnen is dan ongeveer 13 m lang en 40 cm hoog. De twaalf kolommen, de één al beter bewaard en leesbaar dan de andere, bevatten tal van godennamen en offers en bovendien telwoorden die nooit boven de dertig gaan. Het document werd dan ook vrij snel beschouwd als een rituele kalender, misschien tijdelijk gebruikt door naar Egypte uitgeweken Etrusken.
Op het internet zijn de meeste Etruskische teksten te vinden bij het Etruscan Text Project:
Hier als voorbeeld enkele kortere teksten met vertaling:
[M]urinas an zilath amce mechl rasnal (graf) (Murinas die praetor was van het Etruskisch gebied).
Felsnas La Lethes svalce avil CVI marce Capue tleche Hanipaluscle (graf) (Larth Felsnas (zoon) van Lethe leefde 106 jaar, verbleef in Capue en deed dienst (?) bij de (soldaten) van Hannibal).
mi Larices Telathurnas šuthi (urne) (ik (ben) het graf van Larice Telathurna).
itun turuce Venel Atelinas Tinas Cliniiaras (schaal) (dit gaf Venel Atelinas aan de Dioskuren).
Velias Fanacnal Thulfthas alpan menache clen cecha tuthines Tlenacheis (op beeldje "jongen van Montecchio") (Van Velia Fanacnei voor Thufltha is het geschenk gemaakt vanwege haar zoon door het district Tlenache).
Tute Larth anc farthnache Tute Arnthals Hathlials Ravnthu zilchnu cezpz purtšvana thunz lupu avils esals cezpalchals (graf) (Tute Larth die geboren is Tute Arnth en Hathli Ravnthu, zeven maal praetor geweest, eenmaal bij het college van de "purths", gestorven op 72 jaar).
Velthur Partunus Larisališa clan Ramthas Cuclnial zilch cechaneri tenthas avil svalthas LXXXII (sarcofaag) (Velthur Partunus, zoon van Laris en Ramtha Cuclnei, praetor van de senaat geweest, 82 jaar levend).
Laris Aule Larisal clenar sval cn šuthi cerichunce apac atic sanišva thui cesu clavthiethurasi (grafpilaar) (Laris en Aule, zonen van Laris hebben tijdens hun leven dit graf laten bouwen; de vaderlijke en moederlijke resten(?) liggen hier; voor de (familie van) de Claudii).